# Planica, Kranj
Planica je naselje v Mestni občini Kranj pod vrhom Planica (824 m).
Krajevno zemljepisno ime izvira iz občnega poimenovanja 'planica', ki pomeni 'svet brez grmovja, gol svet'. Izvira iz besede 'plan', 'neporasel'. Pojem je soroden besedi 'planina', ki izvira iz starocerkvenoslovanske besede *polnina̋, ki je sicer označevala uravnan z drevesi neporaščen svet in ne gorskega sveta, kot je pojem v rabi danes.
Na griču nad vrhom vasi stoji cerkev Nadangela Gabriela in spada v župnijo Stara Loka. Cerkev je datirana v 15. stoletje, leta 1945 pa so jo požgali partizani. Leta 1994 je bila cerkev obnovljena, 1995 pa znova posvečena. Cerkev ponuja dober razgled na Škofjeloško hribovje in Kamniško-Savinjske Alpe.